# Иджтихад
Иджтиха́д (араб. اجْتِهَاد‎ — «усердствование», «большое старание») — в исламе — деятельность богослова в изучении и решении вопросов богословско-правового комплекса, система принципов, аргументов, методов и приёмов, используемых при этом богословом-муджтахидом, а также степень авторитетности самого учёного (муджтахида) в знании, интерпретировании и комментировании богословско-правовых источников.

## История иджтихада
Согласно традиции, иджтихад возник ещё при жизни пророка Мухаммеда в среде его сподвижников, которые считаются носителями совершенного иджтихада.
Как вид направленной деятельности иджтихад появился в конце VII века н. э., когда обнаружились расхождения (ихтиляф) в том, что передавали, как объясняли и чего требовали асхабы, ссылаясь на известные им высказывания и действия Мухаммада. Также в изменившихся условиях жизни мусульманской общины возникали различные проблемы правового характера. Поэтому главной целью иджтихада стало обнаружение и решение новых или нерешённых предшественниками вопросов таким образом, чтобы решения опирались на ислам и поддерживали его.
Главными центрами иджтихада были крупные города халифата, где жили учёные-богословы: Мекка, Медина, Куфа, Басра, Бейрут, Дамаск. В течение почти четырёх веков — с конца 7 по 11 век — шло соревнование за приоритет в теоретическом обосновании ислама, переходившее время от времени в прямые столкновения. К концу этого периода сформировались богословско-правовые школы — мазхабы, сложились принципы ислама как идеологии и как обоснования общественного устройства. Дальнейшая их разработка в мазхабах, кроме ханбалитского, прекратилась, «врата иджтихада закрылись», уточнялись отдельные второстепенные вопросы, переписывались и комментировались сочинения предшественников, богословский авторитет которых считался непререкаемым.
Однако, для понимания утверждения о закрытии врат иджтихада уместно привести цитату муфтия Татарстана Камиля Самигуллина: «Слова „с такого-то времени врата иджтихада закрыты“ следует понимать как отсутствие учёных, способных к иджтихаду и обладающих условиями иджтихада, то есть с такого-то времени не воспитывались учёные-муджтахиды. Эти слова нельзя понимать в значении „достигшие уровня иджтихада учёные не могут совершать иджтихад“. Вышесказанные слова также могут означать то, что после знаменитых имамов мазхабов нет смысла приоткрывать двери абсолютного иджтихада. Эти учёные уже определили для уммы необходимые правовые правила и законы. Для абсолютного иджтихада сегодня места нет. В то же самое время в каждую эпоху возникают те или иные вопросы, требующие иджтихада. Никто не может сказать, что в иджтихаде такого рода нет нужды».
Имам ан-Навави в книге «Маджму’» отмечает: «Независимый и абсолютный иджтихад, не связанный с мазхабом, завершился в начале четвёртого века. Иджтихад, связанный с мазхабом, будет продолжаться вплоть до Судного дня. Иджтихад такого типа не может завершиться. Это ответственность, лежащая на всей умме. Если мусульмане отвернутся от этого, они впадут в грех всей уммой. Имам аль-Маварди, имам ар-Руяни и другие разъяснили этот вопрос в подробностях».
После слов некоторых учёных «врата иджтихада закрыты» всё же появились новые учёные, достигшие уровня иджтихада. Шейх Халиль Гюненч привел слова Юсуфа аль-Кардави, по мнению которого к таким ученым относятся аль-‘Из ибн ‘Абд ас-Салям, Ибн Дакик аль-‘Ид, Ибн Сейид ан-Нас, Зейн ад-Дин аль-‘Ираки, Ибн Хаджар аль-‘Аскаляни, Джалаль ад-Дин Суюты.
В XIX веке с возникновением реформаторских течений в исламе появились тенденции к «открытию врат иджтихада», то есть к возрождению иджтихада, для того чтобы пересмотреть принципы ислама с позиций современной жизни. Однако широкой поддержки со стороны исламской общественности эти тенденции не находят.
Исключение — сунниты-ханбалиты и шииты-джафариты, по мнению которых «врата иджтихада открыты». Поэтому все реформаторские учения в исламе, кроме последователей джадидов, обычно считают себя ханбалитами или шиитами.

## Этимология (иджтихад и муджтахид)
Слово «иджтихад» происходит от того же корня, что и слово «джихад». Арабско-русский словарь Х. К. Баранова в качестве значений слова «иджтихад» перечисляет следующие:
1. Старание, усердие, прилежание.
2. юр.-богосл. Достижение высшей ступени знаний и получение права самостоятельно решать некоторые вопросы юридическо-богословского характера.
3. Самостоятельное творчество, свободное исследование (источников).

Для однокоренного слова «муджтахид» (араб. مُجْتهِد‎) приводятся такие значения:
1. Прилежный, старательный, усердный.
2. Достигший высшей ступени знаний (в юридическо-богословских науках).
3. Выносящий решение на основе свободного исследования источников.

## Сущность иджтихада
Иджтихад состоит в выборе правовых источников, их оценке, определении их соотношения, выборе и классификации аргументов и методов, рассмотрении вопросов и выработке типовых формул их решения, а в случае несовпадения этих решений с реальностью — в поиске компромиссов.
Основным орудием иджтихада был арабский язык, на котором кроме Корана были записаны хадисы и все другие вспомогательные материалы (тафсир, таавил и др.). Поэтому знание арабского языка со всеми его грамматическими и лексическими «тонкостями» явилось первым условием иджтихада. Второе условие — знание Корана наизусть, умение его истолковывать грамматически и по смыслу, знание всех обстоятельств появления как целых сур, так и отдельных аятов. Третье условие — знание сунны и комментариев к ней со знанием хадисов (до 3 тысяч) наизусть. Четвёртое условие — знание обстоятельств сложения согласного мнения и расхождения (ихтиляф) по главным вопросам фикха. Пятое — владение методикой интерпретации правовых материалов. Муджтахид должен ясно понимать стоящую перед ним задачу, здраво оценивать полученные выводы, а также должен быть убеждён в вере и предан ей. Из всех этих условий складывался совершенный, или полный иджтихад (аль-иджтихад аль-кя́мил).